# Mona Lodström
Mona Hermana Alexandra Lodström, född Melin 25 juli 1918 i Limhamn, död 9 mars 2008 i Engelbrekts församling i Stockholm, var en svensk målare, tecknare och textilkonstnär.
Hon var dotter till arkitekten Carl Melin och Sandra Salmson, syster till Britt Edlind samt från 1942 gift med Georg Lodström. Hon var vidare dotterdotter till konstnären Hugo Salmson. Lodström studerade vid Otte Skölds målarskola 1937–1939 och vid Anders Beckmans reklamskola 1939–1940 samt Ollers målarskola 1941 och vid Académie Ranson i Paris 1953 och under studieresor till Belgien, Italien, Frankrike och Spanien. Hon ställde ut separat med teckningar på De ungas salong i Stockholm 1942 och med målad konst på Lilla Paviljongen 1955. Tillsammans med John Thorgren ställde hon ut på Lorensbergs konstsalong i Göteborg 1955 och hon ställde ut separat eller tillsammans med sin man på ett flertal olika konstgallerier i Sverige. Hon medverkade i utställningen Réalités Nouvelles på Galérie Cimaise i Paris samt med Cercle Suédois. 
Under 1940-talet gjorde hon ett längre uppehåll i sitt eget skapande men hon återupptog sin konstnärliga verksamhet 1951. Hennes konst består av nonfigurativa motiv med en romantisk innebörd utförda i olja eller gouache och botaniska illustrationer i akvarell samt quiltade lapptäcken med stor dekorativ verkan.